# Гроздев, Стилян
Стилян Гроздев (род. 27 июля 1999 года) — болгарский тяжелоатлет, Чемпион Европы 2021 года, призёр чемпионата Европы 2018 года. Чемпион Европы среди юношей 2016 года.

## Карьера
В 2015 году болгарский спортсмен впервые выступил на юношеском чемпионате Европы где занял 2-е место. Выступал в категории до 62 кг. Через год на аналогичном турнире в израильском Эйлате она праздновал чемпионский успех.
В 2016 году на взрослом чемпионате Европы занял итоговое 7-е место, установив результат в двоеборье 269 кг. На чемпионате Европы в Сплите, в 2017 году, он вновь стал седьмым с результатом на штанге 280 кг и малой бронзовой медалью в толчке.
На чемпионате Европы 2018 года, в Бухаресте, Стилян по сумме двух упражнений стал серебряным призёром, сумев зафиксировать результат 293 кг. В упражнении рывок он оказался первым (135 кг), а вот в упражнении толчок завоевал малую серебряную медаль, продемонстрировав результат на штанге 158 кг.
В апреле 2021 года на чемпионате Европы в Москве, в весовой категории до 61 кг, Стилян занял итоговое первое место с результатом 296 килограммов и стал чемпионом Европы. В упражнении «рывок» он сумел завоевать малую золотую медаль с результатом 136 кг, а в упражнении «толчок» с весом 160 кг завоевал малую серебряную медаль.

## Достижения
Чемпионат Европы
| Результат | Вес      | Год  | Место соревнований | Рывок | Толчок | Общий вес |
| Серебро   | до 62 кг | 2018 | Бухарест, Румыния  | 135,0 | 158,0  | 293,0     |
| Золото    | до 61 кг | 2021 | Москва, Россия     | 136,0 | 160,0  | 296,0     |

## Статистика
| Год                                  | Место                                | Турнир                               | Рывок                                | Рывок                                | Рывок                                | Рывок                                | Толчок                               | Толчок                               | Толчок                               | Толчок                               | Итог                                 | Место                                |
| Год                                  | Место                                | Турнир                               | 1                                    | 2                                    | 3                                    | Место                                | 1                                    | 2                                    | 3                                    | Место                                | Итог                                 | Место                                |
| Чемпионат Европы по тяжёлой атлетике | Чемпионат Европы по тяжёлой атлетике | Чемпионат Европы по тяжёлой атлетике | Чемпионат Европы по тяжёлой атлетике | Чемпионат Европы по тяжёлой атлетике | Чемпионат Европы по тяжёлой атлетике | Чемпионат Европы по тяжёлой атлетике | Чемпионат Европы по тяжёлой атлетике | Чемпионат Европы по тяжёлой атлетике | Чемпионат Европы по тяжёлой атлетике | Чемпионат Европы по тяжёлой атлетике | Чемпионат Европы по тяжёлой атлетике | Чемпионат Европы по тяжёлой атлетике |
| ------------------------------------ | ------------------------------------ | ------------------------------------ | ------------------------------------ | ------------------------------------ | ------------------------------------ | ------------------------------------ | ------------------------------------ | ------------------------------------ | ------------------------------------ | ------------------------------------ | ------------------------------------ | ------------------------------------ |
| 2016                                 | Фёрде, Норвегия                      | до 62 кг                             | 117                                  | 121                                  | 124                                  | 6                                    | 145                                  | 145                                  | 149                                  | 9                                    | 269                                  | 7                                    |
| 2017                                 | Сплит, Хорватия                      | до 62 кг                             | 123                                  | 126                                  | 128                                  | 6                                    | 150                                  | 154                                  | 158                                  | 3                                    | 280                                  | 7                                    |
| 2018                                 | Батуми, Грузия                       | до 62 кг                             | 129                                  | 132                                  | 135                                  | 1                                    | 152                                  | 158                                  | 165                                  | 2                                    | 293                                  | 2                                    |
| 2021                                 | Москва, Россия                       | до 61 кг                             | 130                                  | 134                                  | 136                                  | 1                                    | 155                                  | 157                                  | 160                                  | 2                                    | 296                                  | 1                                    |